# カステルヌオーヴォ
カステルヌオーヴォ（イタリア語: Castelnuovo）は、イタリア共和国トレンティーノ＝アルト・アディジェ州トレント自治県にある、人口約1,100人の基礎自治体（コムーネ）。

## 地理

### 位置・広がり
トレント自治県南東部に位置するコムーネ。ボルゴ・ヴァルスガーナから東へ2km、県都トレントから東へ29kmの距離にある。

#### 隣接コムーネ
隣接するコムーネは以下の通り。
- アジアーゴ (VI)
- ボルゴ・ヴァルスガーナ
- カルツァーノ
- カステル・イヴァーノ (ヴィッラ・アニェード)
- スクレッレ
- テルヴェ

## 行政

### Comunita di valle
トレント自治県が設置した広域行政組織 Comunita di valle 「ヴァルスガーナ・エ・テジーノ」 (it:Comunita Valsugana e Tesino) （事務所所在地: ボルゴ・ヴァルスガーナ）に属する。

## 出身者
- カステルヌオーヴォの家系　Castelnuovo